# رولف ديتر مولر
رولف ديتر مولر (من مواليد 9 ديسمبر 1948)، هو مؤرخ عسكري وعالم في علوم سياسية ألماني، شغل منصب المدير العلمي لمكتب أبحاث التاريخ العسكري للقوات المسلحة الألمانية منذ عام 1999. رولف ديتر مولر، أستاذ سابق للتاريخ العسكري في جامعة هومبولت.

## من مؤلفاته
- كتاب: «“الغازات السامة ضد عبد الكريم”»، (ترجمة للعربية: عبد المجيد عموري و حسن الغلبزوري).